# Peter J. Fabich
Peter J. Fabich (Peter Jürgen Fabich) (* 21. Februar 1945 in Berlin) ist ein deutscher Lehrer, Schriftsteller und Maler.

## Leben
Nach dem Abitur am Kreuzberger Robert-Koch-Gymnasium war er Praktikant im psychologisch-psychiatrischen Beobachtungsheim für straffällig gewordene Jugendliche „Grünes Haus“ in Tegel. Er studierte Kunst-, Sozial- und Sonderschulpädagogik in Berlin. Seit 1970 arbeitete er als Kunstpädagoge und Sonderschullehrer im Kreuzberger Schuldienst. Er gehört zum Künstlerkreis der Kreuzberger Bohème und arbeitete mit in Kurt Neuburgers Literarischer Werkstatt Kreuzberg. Mit Jürgen Bieberstein gründete er das Künstlerhaus Rollwenzelei in Glau bei Trebbin.

## Auszeichnungen
- 1966 Patalano-Stipendium Berlin/Ischia
- 1970 Arbeitsstipendium des VS-Berlin
- 1971 Literaturpreis der Stadt Bocholt
- 1978 Literaturpreis des Invandrarnas Kulturcentrum Stockholm

## Werke (Auswahl)
- Veränderungen und Anfänge. Stollenwerk, Berlin 1968.
- Herr Brödel kuriert seinen Husten. Stollenwerk, Berlin 1969. (Mit Zeichnungen von Johannes Grützke.)
- Blinde Tage. Akademie für Werkdruck, Berlin 1971.
- Ophelia im Wannsee. Edition Rollwenzel, Langenbach 1980, ISBN 3-9800426-0-X.
- Starke Stücke. Dramolette und Tableaux aus dem deutschen Dichterhain. Edition Rollwenzel, Langenbach 1983, ISBN 3-9800426-1-8.
- Lenin springt in die Spree. Erzählungen. Rollwenzel, Langenbach 1989, ISBN 3-9800426-2-6.
- Die Hochzeit in Trapzunt. Byzantinische Tragödie in sieben Aufzügen. Am Hofe von Trapzunt um 600 n.Chr. Rollwenzel, Berlin 1991, ISBN 3-9800426-3-4.
- Bella und Bernardo. Rollwenzel, Berlin 1992.
- Das Luder von Ponza oder Maulfutter für das Theater im Türrahmen. Drei Stücke. Rollwenzel, Berlin 1998, ISBN 3-9800426-4-2.
- Mechthild von Beuthen. Drama. Rollwenzel, Berlin 1999.
- Der Schelm wird genarrt. Posse. Rollwenzel, Berlin 2007, ISBN 978-3-9800426-8-0.
- Die Tränen des Laurentius. Zwei Schelmenerzählungen. Rollwenzel, Berlin 2010, ISBN 978-3-9800426-9-7.
- Hartriegel oder Hans Clauert und die wilde Wühl. Eine Schelmenerzählung. Rollwenzel, Berlin 2012, ISBN 978-3-9814862-0-9.
- Clauerts Reise nach Teupitz. Eine Schelmenerzählung. Rollwenzel, Berlin 2013, ISBN 978-3-9814862-1-6.
- Clauerts letzte Fahrt. Eine Schelmenerzählung. Rollwenzel, Berlin 2014, ISBN 978-3-9814862-2-3.
- Krullhaar oder Clauerts Testament. Eine märkische Legende. Rollwenzel, Berlin 2015, ISBN 978-3-9814862-3-0.
- Clauerts langer Schatten. Eine Erzählung. Rollwenzel, Berlin 2016, ISBN 978-3-9814862-3-0.
- Der Wittenberger Frühschoppen. Eine Schrulle. Edition Rollwenzel, Berlin 2017, ISBN 978-3-9814862-5-4.
- Der Mord in Triest. Betrachtung eines Verbrechens, straff verfaßt nach den Gerichtsprotokollen des Kriminalaktuars Johann Veit Piechl von Ehrenlieb. Edition Rollwenzel, Berlin 2018, ISBN 978-3-9814862-6-1.
- Kaldaunenschlucker oder Die Speisewirtschaft zum Danziger. Aufzeichnungen aus der Zettelwirtschaft. Erzählung. Rollwenzel, Berlin 2021, ISBN 978-3-9814862-7-8.
- Die Bahnhofsbuchhändlerin. Queer story. Rollwenzel, Berlin 2023, ISBN 978-3-9814862-8-5.